# Mont Barbaro
Pour les articles homonymes, voir Barbaro.
Le mont Barbaro ou mont Gauro, en italien monte Barbaro ou monte Gauro, est une des bouches éruptives des Champs Phlégréens, un volcan d'Italie situé en Campanie.

## Géographie
Le mont Barbaro est un cône de tuf contenant des zéolithes. Sa structure est composée de couches de cendres soit parallèles, soit qui se recoupent entre elles, incluant des masses lenticulaires de ponce agglomérée. Le cône de tuf s'est édifié sur des terrains inconnus et il est recouvert par un paléosol représenté en majorité par des dépôts de l'Archiaverno, un autre cône de tuf situé à l'ouest.
Le cratère, de forme ovale, est accolé à un autre cratère sans nom situé à l'ouest. Son rebord le plus élevé se trouve au sud et culmine à 335 mètres d'altitude. L'intérieur du cratère, qui accueille des équipements sportifs dont un golf, est accessible par une route qui franchit sa paroi orientale.

## Histoire
La date de l'éruption ayant formé le mont Barbaro est inconnue mais elle s'est manifestée par des explosions phréato-magmatiques.
En 343 av. J-C. il a été théâtre d'une bataille de la première guerre samnite entre les Romains et les Samnites. La victoire romaine a ouvert les portes de l'expansion de Rome vers le reste de l'Italie péninsulaire.